# Pileolaria klugkistiana
Pileolaria klugkistiana är en svampart som först beskrevs av Dietel, och fick sitt nu gällande namn av Dietel 1921. Pileolaria klugkistiana ingår i släktet Pileolaria och familjen Pileolariaceae.   Inga underarter finns listade i Catalogue of Life.